# Ghiacciaio Parizhskaya Kommuna
Il ghiacciaio Parizhskaya Kommuna è un ghiacciaio lungo circa 15 km situato sulla costa della Principessa Astrid, nella Terra della Regina Maud, in Antartide. Il ghiacciaio, il cui punto più alto si trova a oltre 1550 m s.l.m., si trova in particolare nelle dorsali Petermann, facenti parte dei monti Wohlthat, dove scorre verso nord-ovest passando tra il monte Zwiesel e la cresta Grakammen.

## Storia
Il ghiacciaio Parizhskaya Kommuna fu scoperto e fotografato per la prima volta nel 1939 grazie a ricognizioni aeree svolte durante la spedizione tedesca Nuova Svevia, 1938-39, ed ancora rimappato più dettagliatamente grazie a ricognizioni aeree dapprima da parte della sesta spedizione antartica norvegese, nel periodo 1956-60, e poi di una spedizione sovietica di ricerca antartica svoltasi dal 1960 al 1961, che lo battezzò con il suo attuale nome in onore della Comune di Parigi del 1871.